# Perceval Gaillard
Perceval Gaillard (* 24. April 1983 in Rouen, Frankreich) ist ein französischer Politiker. Er vertritt seit 2022 das Überseegebiet La Réunion in der französischen Nationalversammlung.

## Leben
Obwohl dort politisch aktiv, ist Gaillard nicht auf La Réunion aufgewachsen, er kommt aus Rouen in der Normandie. Im Alter von 19 Jahren zog er auf die Insel und übte dort zunächst verschiedene Berufe aus, u. a. als Hilfsarbeiter, Maurer und Hafenarbeiter für die Entladung von Containern. Er ist ausgebildeter Sonderpädagoge und Sozialarbeiter.

## Politische Karriere
Gaillard ist Mitglied der Partei Rézistan's Égalité 974. Sein politisches Engagement begann 2020 in der Stadt Saint-Paul, wo er bei den Kommunalwahlen auf die Liste von Huguette Bello gewählt wurde. Anschließend war er dreizehnter stellvertretender Bürgermeister und war für die Stadtpolitik und den Kampf gegen den Analphabetismus zuständig.
Bei den Parlamentswahlen 2022 kandidierte Gaillard als Kandidat der divers gauche im siebten Wahlkreis der Insel. Er erhielt im ersten Wahlgang 20,82 % und landete damit nur auf Rang zwei hinter Thierry Robert. Im zweiten Wahlgang konnte Gaillard sich dann ganz knapp mit 51,23 % der Stimmen durchsetzen und zog erstmals in die Nationalversammlung ein. Seine Wahl ist historisch: Gaillard ist er erste Festlandfranzose, der für La Réunion in die Nationalversammlung gewählt wurde, seit Michel Debré in den 70er- und 80er-Jahren.
Bei den vorgezogenen Parlamentswahlen 2024 trat er für das neue Wahlbündnis Nouveau Front Populaire an. Gleich im ersten Wahlgang erzielte er die meisten Stimmen vor Thierry Robert und dem Kandidaten das Rassemblement National. Im Vergleich zu 2022 konnte er sein Ergebnis auch im zweiten Wahlgang ausbauen: Mit 57 % zog er erneut ins Parlament ein. Dort sitzt er in der Fraktion von La France Insoumise.